# جان روبك
جان روبك (بالفرنسية: Jean Robic)‏ (مواليد 10 يونيو 1921 - الوفاة 06 أكتوبر 1980) كان دراج فرنسي في صنف سباق الدراجات على الطريق.

## سباقات أو مراحل فاز بها
- طواف فرنسا
- طواف سويسرا

## روابط خارجية
- جان روبك على موقع أرشيف الدراجات (الإنجليزية)
- جان روبك على موقع إحصائيات الدراجات الإحترافية (الإنجليزية)
- جان روبك على موقع CycleBase (الإنجليزية)